# Archaeodictyna minutissima
Archaeodictyna minutissima är en spindelart som först beskrevs av Miller 1958.  Archaeodictyna minutissima ingår i släktet Archaeodictyna och familjen kardarspindlar. Inga underarter finns listade i Catalogue of Life.